# 森健 (農林水産官僚)
森 健（もり たけし、1964年〈昭和39年〉6月4日 - ）は、日本の農林水産官僚。

## 来歴
愛知県日進市出身。愛知県立旭丘高等学校卒業。1987年（昭和62年）3月、東京大学法学部を卒業し、同年4月、農林水産省へ入省。
入省後、農林水産省大臣官房国際部国際経済課国際交渉官、水産庁漁政部企画課長、生産局農産部地域作物課長、同総務課長、農林水産省大臣官房文書課長、水産庁漁政部長などを歴任。途中、石川県などに出向し、在オーストラリア日本国大使館参事官などを務めた。また、農村派遣研修で山形県の酪農家に1か月間派遣された経験を持ち、この研修時の経験が基軸となって様々な現場を視察していると述懐している。
2020年（令和2年）8月3日、農林水産省大臣官房総括審議官（国際）に就任。
2021年（令和3年）7月1日付で農水省の組織再編が行われ、生産局畜産部が畜産局に再編され局へ格上げとなった。森は20年ぶりに復活した畜産局の局長に就任した。
2022年（令和4年）6月28日、消費・安全局長に就任。
2023年（令和5年）7月4日、水産庁長官に就任。2025年（令和7年）7月1日、農林水産省を退職。

## 年譜
- 1987年（昭和62年）
  - 3月 - 東京大学法学部卒業[1]
  - 4月 - 農林水産省入省[1]
- 1994年7月 - 農林水産技術会議事務局バイオテクノロジー課課長補佐（総括及び企画班担当）
- 1996年4月 - 農林水産省大臣官房企画室企画官（併）農林水産省農林水産技術会機事務局振興課
- 1998年4月 - 石川県農林水産部農政課長
- 2001年4月 - 農林水産省総合食料局総務課課長補佐（総括）
- 2003年（平成15年）4月 - 農林水産省大臣官房企画評価課上席企画官[1]
- 2005年（平成17年）
  - 7月 - 農林水産省大臣官房企画評価課政策研究管理官[1]
  - 10月 - 農林水産省大臣官房企画評価課首席調整官兼農林水産大臣秘書官事務取扱[1]
- 2006年（平成18年）9月 - 農林水産省大臣官房付[1]
- 2007年（平成19年）
  - 1月 - 農林水産省大臣官房国際部国際経済課国際交渉官[1]
  - 5月 - 在オーストラリア日本国大使館参事官[1]
- 2010年（平成22年）5月 - 水産庁漁政部企画課長[1]
- 2011年（平成23年）8月 - 農林水産省大臣官房付兼内閣官房内閣参事官（内閣総務官室）[1]
- 2012年（平成24年）12月 - 農林水産省生産局農産部地域作物課長[1]
- 2014年（平成26年）7月 - 農林水産省生産局総務課長[1]
- 2015年（平成27年）10月 - 農林水産省大臣官房文書課長[1]
- 2017年（平成29年）7月 - 水産庁漁政部長[1]
- 2020年（令和2年）8月 - 農林水産省大臣官房総括審議官（国際）[6]
- 2021年（令和3年）7月 - 農林水産省畜産局長[5]
- 2022年（令和4年）6月 - 農林水産省消費・安全局長[4]
- 2023年（令和5年）7月 - 水産庁長官[2]
- 2025年（令和7年）7月 - 農林水産省退職[3]